# 田崎晴明
田崎 晴明（たさき はるあき、1959年8月28日 - ）は、日本の物理学者。学習院大学理学部教授。
専門は理論物理学・数理物理学・統計物理学。「ニセ科学フォーラム」実行委員。理学博士（東京大学・1986年）。
名前の「晴」は正確には旧字体である（「青」の下の部分が「月」ではなく「円」）。
父は筑波大学名誉教授の田崎明、祖父は神経の跳躍伝導の発見者である田崎一二。植物学者の鳥居啓子は再従妹（祖父の妹の孫）。

## 人物
東京都生まれ。1982年に東京大学理学部物理学科を卒業。1986年に東京大学大学院理学系研究科博士課程を修了後、プリンストン大学講師を務め、1999年より学習院大学理学部教授。
『量子多体系の数理物理学的研究、特にハルデン・ギャップ問題、ハバード・モデルにおける強磁性の解明』で久保亮五記念賞を受賞。多体問題の研究に加えて、1997年より熱力学の研究も開始。リーブ-イングヴァソンの論文（断熱的到達可能性の項も参照）に影響を受けたこの研究は、2000年に出版された『熱力学』に結実した。
自らのウェブページ上から情報発信している。専門分野以外では、『知の欺瞞』の主要訳者を務めてソーカル事件に関連した社会批評を展開し、またパキスタンの物理学者兼政治評論家ペルヴェース・フッドボーイの論説を紹介し、菊池誠・天羽優子・黒木玄らと共に『水からの伝言』のような疑似科学を批判するなど、科学と社会に関する発言も多い。ただし自身の権威主義との折り合いに苦労している面もある。福島第一原子力発電所事故に関連して、放射線と被曝の基礎知識を解説している。その他にモーニング娘。の批評などもある。
2ちゃんねるの本人のスレッドに書き込んだことがある。
ノーベル財団による2016年のノーベル物理学賞の専門家向け解説では、本文でトポロジカル相転移に関する田崎らの貢献に言及し、参考文献として田崎の共著論文三編を引用している。

## 職歴
- プリンストン大学ポスドク・講師
- 学習院大学助教授
- 学習院大学教授

## 受賞歴
第1回久保亮五記念賞（1997年）『量子多体系の数理物理学的研究、特にハルデン・ギャップ問題、ハバード・モデルにおける強磁性の解明』

## 文献

### 単著
- 田崎晴明『熱力学 - 現代的な視点から』培風館（新物理学シリーズ32）、2000年。ISBN 4563024325
- 田崎晴明『統計力学 I』『統計力学 II』培風館（新物理学シリーズ 37・38）、2008年。ISBN 4563024376、ISBN 4563024384

- 田崎晴明『やっかいな放射線と向き合って暮らしていくための基礎知識』朝日出版社、2012年。ISBN 4255006768
- Hal Tasaki, "Physics and Mathematics of Quantum Many-Body Systems" (Graduate Texts in Physics), 1st ed., Springer (May 2020), ISBN 3030412644

### 共著
- 江沢洋・鈴木増雄・渡辺敬二・田崎晴明『くりこみ群の方法』岩波書店（現代物理学叢書）、2000年。ISBN 4000067443
- 田崎晴明・原隆『相転移と臨界現象の数理』共立出版（共立叢書 現代数学の潮流）、2015年。ISBN 4320111087

### 翻訳
- スウィンバンクス・デイビッド、田崎真理子・田崎晴明訳『アジア諸国における研究評価』パリティ 13(5), 67-71, 1998
- アラン・ソーカル・ジャン・ブリクモン、田崎晴明・大野克嗣・堀茂樹訳『「知」の欺瞞 - ポストモダン思想における科学の濫用』岩波書店、2000年。ISBN 4000056786
- エリオット・リーブ・ヤコブ・イングヴァソン、田崎晴明訳『統計力学も熱機関もなしで理解できる - エントロピー再考』パリティ 16(8), 4-12, 2001
- パルヴェーズ・フッドボーイ、廣田和馬・田崎晴明訳『理性で根源に立ち向かえ』（2001年9月27日朝日新聞朝刊（全国版）に掲載。坂本龍一『非戦』幻冬舎。ISBN 4344001443に再録。）
- マーレイ・T・バチェラー、田崎晴明訳『数多くの分野での、その驚きの道のり - ベーテ仮設の75年』パリティ 22(9), 4-11, 2007
- アラン・ソーカル・ジャン・ブリクモン、田崎晴明・大野克嗣・堀茂樹訳『「知」の欺瞞 - ポストモダン思想における科学の濫用』岩波書店（岩波現代文庫）、2012年。ISBN 4006002610

### 論文
- Google Scholarなどを参照

### 解説記事
- 田崎晴明『パーコレーションのフラクタル幾何学』数理科学 25, 18-26, 1987
- 田崎晴明『Percolationと臨界現象の物理』数学 40, 254-257, 1988. doi:10.11429/sugaku1947.40.254
- 田崎晴明『ランダム磁場イジング模型』物性研究 55, 472-487, 1991. NAID 110006476970
- 田崎晴明『量子スピン系におけるハルデン・ギャップ（理論）』 固体物理 27, 1-8, 1992
- 田崎晴明『量子スピン系の理論』物性研究 58, 121-178, 1992. NAID 110006478101
- 田崎晴明『ギブスの変分原理と統計物理』数学セミナー 34, 37-41, 1995
- 田崎晴明『ハバード模型の物理と数理』固体物理 31, 173-188, 1996
- 田崎晴明『スピンはそろう - 強磁性の起源をめぐる理論』日本物理学会誌 51, 741-747, 1996. doi:10.11316/butsuri1946.51.741
- 大野克嗣・田崎晴明・東島清『くりこみ理論の地平』数理科学 35, 5-12, 1997
- 田崎晴明『くりこみ群と普遍性』数理科学 35, 21-29, 1997
- 田崎晴明『統計物理学の基礎をめぐって』数理科学 37, 53-60, 1999
- 田崎晴明『統計力学におけるゼロ - ゼロ点をとおしてみる相転移現象』数理科学 43, 43-48, 2005
- 田崎晴明『熱力学の「空間」と統計力学の「空間」 - ミクロとマクロを結ぶ鍵』数理科学 44, 18-23, 2006
- 田崎晴明『非平衡定常系の熱力学と統計力学にむけて』日本物理学会誌 63, 797-804, 2008. NAID 110006951136
- 田崎晴明『平衡と非平衡の熱力学・統計力学 - ミクロとマクロを結ぶ論理』数理科学 46, 12-17, 2008
- 田崎晴明『三角格子上の臨界パーコレーションの共形不変性 - カーディーとスミルノフ』数理科学 46, 13-19, 2008
- 田崎晴明『統計力学と確率論 - 調和振動子（自由場の理論）からランダムウォークへ』 数理科学 48, 7-12, 2010
- 田崎晴明『「ゆらぐ界面」をめぐる実験と理論』日本物理学会誌 65, 760, 2010. NAID 110007818483
- 田崎晴明『「悪魔」との取り引き - エントロピーをめぐって』日本物理学会誌 66, 172-173, 2011. NAID 110008593008
- 田中彰則・田崎晴明『ハバード模型における金属強磁性』日本物理学会誌 66, 434-438, 2011. NAID 110008661954
- 田崎晴明『アインシュタインと非平衡統計力学 - 1905年のブラウン運動の論文をめぐって』 数理科学 50, 27-32, 2012
- 田崎晴明『自由エネルギーと熱力学第二法則 - マクロな世界でのエネルギー』 数理科学 51, 21-26, 2013

### 書評
- Armin Bunde (1991). Fractals and Disordered Systems, Springer Verlag, ISBN 0387540709. 書評、日本物理学会誌 47, 748, 1992. NAID 110002076952
- イリヤ・プリゴジン『確実性の終焉 - 時間と量子論、二つのパラドクスの解決』みすず書房。ISBN 4622041081。書評、日本物理学会誌 54, 466-467, 1999. NAID 110002077431
- 蔵本由紀『ミクロとマクロをつなぐ - 熱・統計力学の考え方』岩波書店。ISBN 4000111140。吉岡大二郎『マクロな体系の論理 - 熱・統計力学の原理』岩波書店。ISBN 4000111159。宮下精二『相転移・臨界現象 - ミクロなゆらぎとマクロの確実性』岩波書店。ISBN 4000111167。書評、日本物理学会誌 63, 67-68, 2008. NAID 110006570388

### その他
- 高安秀樹編『フラクタル科学』朝倉書店、1987年。ISBN 4254100639
- 田崎晴明『マセマティカルフィジックス・ワンダーランド』数学セミナー 34, 39, 1995
- 田崎晴明『夏の学校の思いで』（第46回物性若手夏の学校）2001
- 田崎晴明他『座談会：21世紀の物理学に未来はあるか』パリティ 16(5), 46-56, 2001
- 田崎晴明他『座談会「物理学の明日」』日本物理学会誌 56, 648-659, 2001. NAID 110008006927
- 田崎晴明『科学と「ニセ科学」をめぐる風景』物理教育 54, 215-219, 2006. NAID 110007491321
- 田崎晴明・田崎真理子『リカ先生の10分サイエンス 1-50』理科の探検（RikaTan） 1-6, 2007-2012（連載）
- 田崎晴明『科学の心、科学的思考、そして科学者の姿勢とは』論座 141, 192-198, 2007
- 小島寛之・田崎晴明・加藤岳生『討議 自然からの出題にいかに答えるか - 数学的思考と物理学的思考』現代思想 38, 116-141, 2010
- 天羽優子・菊池誠・田崎晴明『「水からの伝言」をめぐって』日本物理学会誌 66, 342-346, 2011. NAID 110008661938
- 高橋秀俊・藤村靖『高橋秀俊の物理学講義 - 物理学汎論』「解説」筑摩書房（ちくま学芸文庫）、2011年。ISBN 4480093958
- 田崎晴明『特別インタビュー やっかいな放射線の基礎知識を学ぼう』第三文明 637, 42-44, 2013